# Golos (ONG)
Pour les articles homonymes, voir Golos.
Golos (russe : ГОЛОС, La Voix, Organisation civile de défense des droits et des libertés) est une organisation non gouvernementale russe fondée en 2000. 

## Histoire
Elle a été dirigée par Gregory Melkoyants et dispose de plusieurs implantations régionales, notamment Tcheliabinsk, Nijni Novgorod et Barnaoul. Sa dirigeante actuelle est Lilia Shibanova. Elle a en 2011 retenu l'intérêt des médias occidentaux pour avoir refusé, à son arrivée à Moscou, de laisser contrôler son ordinateur portable par les services des douanes - qui lui a été confisqué par la suite- et avoir été retenue plusieurs heures pour cette raison.
Golos a été condamnée à une amende de sept cents euros pour avoir publié des sondages cinq jours avant les élections législatives russes de 2011, ce qui est interdit en Russie. L'ONG a démenti ces accusations,,. À cette période, son site internet est piraté par attaque par déni de service.

## Ressources
Elle est financée entre autres par le National Endowment for Democracy, l'USAID, par le gouvernement des États-Unis à l'occasion des élections de 2012, et par la Commission européenne pour 100 000 euros. Ainsi, fin décembre 2011, Mark Toner, le Porte-Parole du département d'État américain, affirmait que Golos aurait une part d'un budget de 9 millions de dollars destinés aux élections en Russie. Golos fait partie des contacts de l'USAID pour sa politique de genre.

## Soutien face aux attaques du gouvernement
Le 30 novembre 2011, l'ONG russe Memorial, elle-même financée par la fondation américaine National Endowment for Democracy (NED), publie un communiqué de soutien à Golos face aux attaques des médias contrôlés par le Kremlin: « L'article publié par la Rossiskaïa Gazeta à propos de cette organisation respectée ne diffère pas des écrits soviétiques à l'encontre d'Andreï Sakharov et Alexandre Soljenitsyne. (...) La principale plainte dans le style du KGB est simple: l'organisation reçoit de l'argent d'organisations étrangères, ce qui mène donc à la subversion. La même allégation contre les organisations non gouvernementales a été exprimée très grossièrement dans un discours au congrès de Russie unie, le parti de Poutine. (...) Nous exprimons notre soutien et notre respect pour l'association GOLOS et pour tout qui s'efforce de diminuer le nombre de fraudes possibles pour les élections à venir. »